# Szew podpoliczkowy
Szew podpoliczkowy (łac. sulcus subgenalis, sutura subgenalis) – szew obecny na głowie owadów.
Szew podpoliczkowy to boczny szew rzekomy puszki głowowej położony poniżej policzków i oddzielający je od podpoliczków. Ciągnie się on równolegle do dolnej krawędzi boków puszki głowowej lub wygina łukowato ponad żuwaczkami. Z tyłu koniec tego szwu stanowi tylna jamka tentorialna, z przodu zaś dochodzi do przedniej jamki tentorialnej. Po stronie wewnętrznej oskórka odpowiada mu listewka zwana subgenal ridge.
Część szwu podpoliczkowego położona nad żuwaczkami bywa określana jako sutura pleurostomalis, a pozostała część jako sutura hypostomalis.